# 홍택기
홍택기(洪澤麒, 1893년 5월 11일 ~ 1950년)는 조선 말기, 대한제국, 일제강점기의 장로교 목사이다.

## 생애
평안북도 선천군 출신이다. 중국과의 국경이 가까운 선천에는 미국 북장로교의 선교부가 설치되어 있었고, 선교사들이 신성학교와 보성여학교를 세워 기독교 교육이 활발한 곳이었다. 홍택기도 신성학교를 졸업하고 선교사 보조로 근무하면서 목회자가 되기로 마음 먹었다.
1922년 평양신학교에서 진학하여 3년 뒤인 1925년에 제18회 졸업생으로 졸업하였고, 평북노회에서 목사안수를 받았다. 선천 보신교회와 갑암교회, 철산군 차령관교회, 선천 월곡교회에서 시무했다.
1929년 열린 제18회 조선예수교장로교 총회 회록 서기를 맡은 것을 시작으로 총회 임원을 7년간 맡는 등 장로교단의 유력 인물로 부상하였다. 1937년에는 제26차 총회에서 이문주가 총회장에 당선될 때 부회장으로 피선되었다. 한편 이 무렵 중일 전쟁 발발로 시국이 경색되고 종교의 황민화 정책도 압박적으로 펼쳐지면서 정춘수가 이끄는 감리교는 먼저 신사참배 강요에 호응하여 신사참배를 결의한 상황이었다.
장로교도 1938년 조선예수교장로회 제27회 총회를 열어 홍택기를 총회장으로 당선시킨 뒤, 바로 다음날부터 홍택기의 사회로 속회를 진행하여 신사참배를 결의했다. 9월 10일 그의 명의로 발표된 성명서에는 "신사참배가 애국적 국가의식임을 자각"하며 "비상시국하에서 총후 황국신민으로서 적성을 다 하기로"한다는 등의 내용이 들어 있다. 이날 총회에는 신사참배 반대론자인 주기철 등을 조선총독부가 미리 옥에 가두어 참석하지 못하게 하면서 측면 지원한 것으로 알려져 있다. 신사참배 결의에 반발하는 의견은 무시되었고, 곧바로 부회장 김길창이 각 지역노회장들 이끌고 평양신사를 참배하였다. 홍택기 총회장 이후 장로교단은 국방헌금을 모금해 헌납하고 기독교 계열 학교를 폐쇄하는 등 일제에 적극 협력했다.
광복 후 38선 이북 지역에서 계속 활동했으며, 평양 지역을 중심으로 장로교회 수습 방안이 활발히 논의되면서 일제강점기 말기의 친일 활동에 대한 반성 요구가 있었을 때 교회를 지키기 위해 신사참배를 한 것 뿐이라는 변명을 하여 비난을 받은 바 있다.
1950년 한국 전쟁이 발발하면서 살해된 것으로 알려져 있으나 정확한 사망 시기와 경위는 알려져 있지 않다.
2008년 공개된 민족문제연구소의 친일인명사전 수록예정자 명단 중 종교 부문에 포함되었다.

## 같이 보기
- 조선예수교장로회

## 참고자료
- 김수진 (2005년 9월 20일). 〈제27회 총회장 홍택기 목사 (1939-1940년)〉. 《총회를 섬겨온 일꾼들》. 서울: 한국장로교출판사. ISBN 89-398-0643-3.
- 김동인 기자 (2005년 11월 17일). “김승태 목사, “한국교회는 교세만큼 부일했다””. 뉴스앤조이.